# دماغ بصلي
الدماغ البصلي (باللاتينية: Myelencephalon) هو القسم السفلي للدماغ الخلفي يحتوي على النخاع المستطيل (البصلة).